# Elrid Pasbrig
Elrid Pasbrig (* 1974 als Elrid Wollkopf in Zerbst/Anhalt) ist eine deutsche Politikerin (SPD). Sie ist seit 2021 Abgeordnete im Landtag von Sachsen-Anhalt.

## Leben und Beruf
Elrid Pasbrig erlangte 1993 das Abitur am Gymnasium Francisceum in Zerbst. Anschließend nahm sie an der Universität Potsdam ein Magisterstudium mit dem Hauptfach Politikwissenschaft sowie den Nebenfächern Soziologie und Anglistik/Amerikanistik auf und schloss das Studium 1999 mit dem akademischen Grad Magistra Artium ab. Pasbrig absolvierte 1995/1996 ein Auslandssemester an der University of Kent.
Im Jahr 2000 war sie für den Bundestagsabgeordneten Engelbert Wistuba tätig, bevor sie im selben Jahr am Institut für Politikwissenschaft der Otto-von-Guericke-Universität Magdeburg eine Tätigkeit als wissenschaftliche Mitarbeiterin aufnahm. Mit erreichen der Höchstbefristungsdauer des Wissenschaftszeitvertragsgesetz beendete sie 2006 ihre akademische Laufbahn ohne erreichen des Doktorgrades.
Anschließend nahm Pasbrig an der benachbarten Hochschule Magdeburg-Stendal eine Tätigkeit als Verwaltungsmitarbeiterin auf, wo sie unter Rektor Andreas Geiger als persönliche Referentin tätig war. Unter Rektorin Anne Lequy verließ sie 2015 die Hochschule und wechselte in das Referat Hochschulen des Ministeriums für Wissenschaft und Wirtschaft des Landes Sachsen-Anhalt. Im Zuge der Landtagswahl 2016 wurde Elrid Pasbrig persönliche Referentin des neuberufenen Staatssekretärs und späteren Ministers Armin Willingmann.
Pasbrig war vom 5. März 2020 bis zur Landtagsmandatsannahme im Oktober 2021 Mitglied des Aufsichtsrates der landeseigenen IBG Beteiligungsgesellschaft Sachsen-Anhalt mbH. Die Vergütung des Aufsichtsrates betrug insgesamt für alle Mitglieder zusammen 3.681,36 Euro im Jahr 2020.

## Partei und Politik
Elrid Pasbrig trat im Jahr 2000 in die SPD ein und war von 2000 bis 2006 Mitglied im Bundesparteirat. Von 2001 bis 2006 war sie Vorsitzende des SPD-Ortsvereins Zerbst.
In der Nachfolge von Holger Hövelmann bewarb sie sich 2005 erfolglos um den Vorsitz des SPD-Kreisverbandes Anhalt-Zerbst. Pasbrig unterlag mit 12 zu 26 Stimmen gegen ihre Mitbewerberin. Ebenso unterlag sie bei der Wahl zur stellvertretenden Vorsitzenden.
Von 2004 bis 2007 war Pasbrig Mitglied und 1. Stellvertreterin des Vorsitzenden im Kreistag des Kreises Anhalt-Zerbst.

## Abgeordnete
Elrid Pasbrig wurde im Oktober 2020 von den wahlberechtigten Mitgliedern des SPD-Kreisverbandes Jerichower Land als Kandidatin für den Landtagswahlkreis Burg aufgestellt. Auf Vorschlag des SPD-Landesvorstandes wurde sie auf dem Listenparteitag im Februar 2021 in Magdeburg auf Platz 11 der Liste für die Landtagswahl in Sachsen-Anhalt 2021 gewählt.
Pasbrig unterlag mit 9 % der Zweitstimmen in ihrem Wahlkreis den Mitbewerbern von CDU, AfD und Die Linke und errang kein Direktmandat. Das Erststimmenergebnis der SPD ermöglichte ferner nur den Kandidatinnen und Kandidaten bis zum Listenplatz 9 einen Einzug in den Landtag.
Nachdem Armin Willingmann und Petra Grimm-Benne ihr jeweiliges Mandat zurückgegeben haben, rückten Elrid Pasbrig und Holger Hövelmann am 6. Oktober 2021 über die Landesliste der SPD in den Landtag von Sachsen-Anhalt nach. Pasbrig ist dort Sprecherin für Landwirtschaft, Tierschutz und Petitionen ihrer Fraktion.

## Privates
Elrid Pasbrig ist evangelisch, seit 2011 Mutter einer eine Tochter und lebt in der Einheitsgemeinde Biederitz im Landkreis Jerichower Land. Pasbrig gibt an, bekennende Anhängerin des 1. FC Magdeburg zu sein.

## Schriften
- Elrid Wollkopf-Dittmann: Das „Magdeburger Modell“. Zwischen parlamentarischem Alltag und öffentlicher Darstellung, in: Klaus-Bernhard Roy (Hrsg.): Wahlen 2002 in Sachsen-Anhalt. Ausgangsbedingungen, Handlungsrahmen, Entscheidungsalternativen, Leske + Budrich, Opladen 2002, S. 31–46.
- Elrid Wollkopf-Dittmann: Politische Repräsentation und soziale Sicherheit von Frauen in den Ländern Norwegen, Venezuela und Aserbaidschan, in: Dietmar Fricke / Jörg Meyer (Hrsg.): Sicherheit in einer neuen Weltära. Festschrift für Erhard Forndran zum 65. Geburtstag, Peter Lang, Frankfurt 2003, S. 245–258.
- Elrid Wollkopf, Uwe Pasbrig: Quo Vadis Fachhochschule? Dokumentation der 38. Jahrestagung des Bad Wiesseer Kreises vom 01. Mai - 04. Mai 2008, hrsg. v. Hochschulrektorenkonferenz, Bonn 2009.
- Elrid Wollkopf, Uwe Pasbrig: Neue Wege in die Hochschule: Dokumentation der 39. Jahrestagung des Bad Wiesseer Kreises vom 21. Mai - 24. Mai 2009, hrsg. v. Hochschulrektorenkonferenz, Bonn 2010.
- Elrid Wollkopf, Uwe Pasbrig: Fachhochschule goes international: Dokumentation der 40. Jahrestagung des Bad Wiesseer Kreises vom 13. Mai - 16. Mai 2010, hrsg. v. Hochschulrektorenkonferenz, Bonn 2011.